# Lafken Mapu

Imagen del Meli witran mapu. Hacia la izquierda de la imagen esta el Lafquenmapu.

Lafken mapu (mapudungún ḻafkeṉ : mar y mapu: tierra) denominación mapuche de las tierras que quedaban al oeste de las que habitaban en el Meli Witran Mapu, El espacio mapuche como estructura horizontal. Corresponde al lugar hacia donde los espíritus emprenden el viaje Nometulafken, (Mapudungún: al otro lado del mar).

## El rehue del Lafken mapu
Este rehue es labrado a modo de escalera que sube al oriente, con un rostro que mira al Lafken Mapu. La relación con el mar es fundamental, pues la vida del lafkenche depende del mar.

## Descripción
La tierra del Lafkenche es el mundo de los hombres costeros, del litoral o las vertientes de la cordillera de la Costa en Chile. Tierra protegida por Sumpal, divinidad generosa o castigadora según sea el comportamiento de los habitantes del Lafken Mapu.

## Área marina y costera Lafken Mapu Lahual
Lafken Mapu Lahual (cuyo significado en mapudungun es "mar y tierra de alerces") es un área marina y costera protegida, ubicada en el borde costero de las comunas de San Juan de la Costa, Río Negro y Purranque, Provincia de Osorno, Chile.